# Westendorf (Austria)
Westendorf è un comune austriaco di 3 650 abitanti nel distretto di Kitzbühel, in Tirolo.